# Friedrich von der Decken

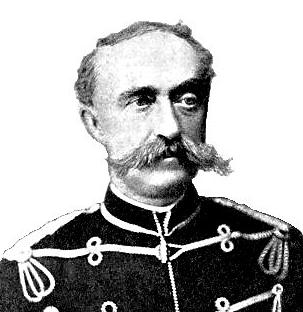
Friedrich von der Decken

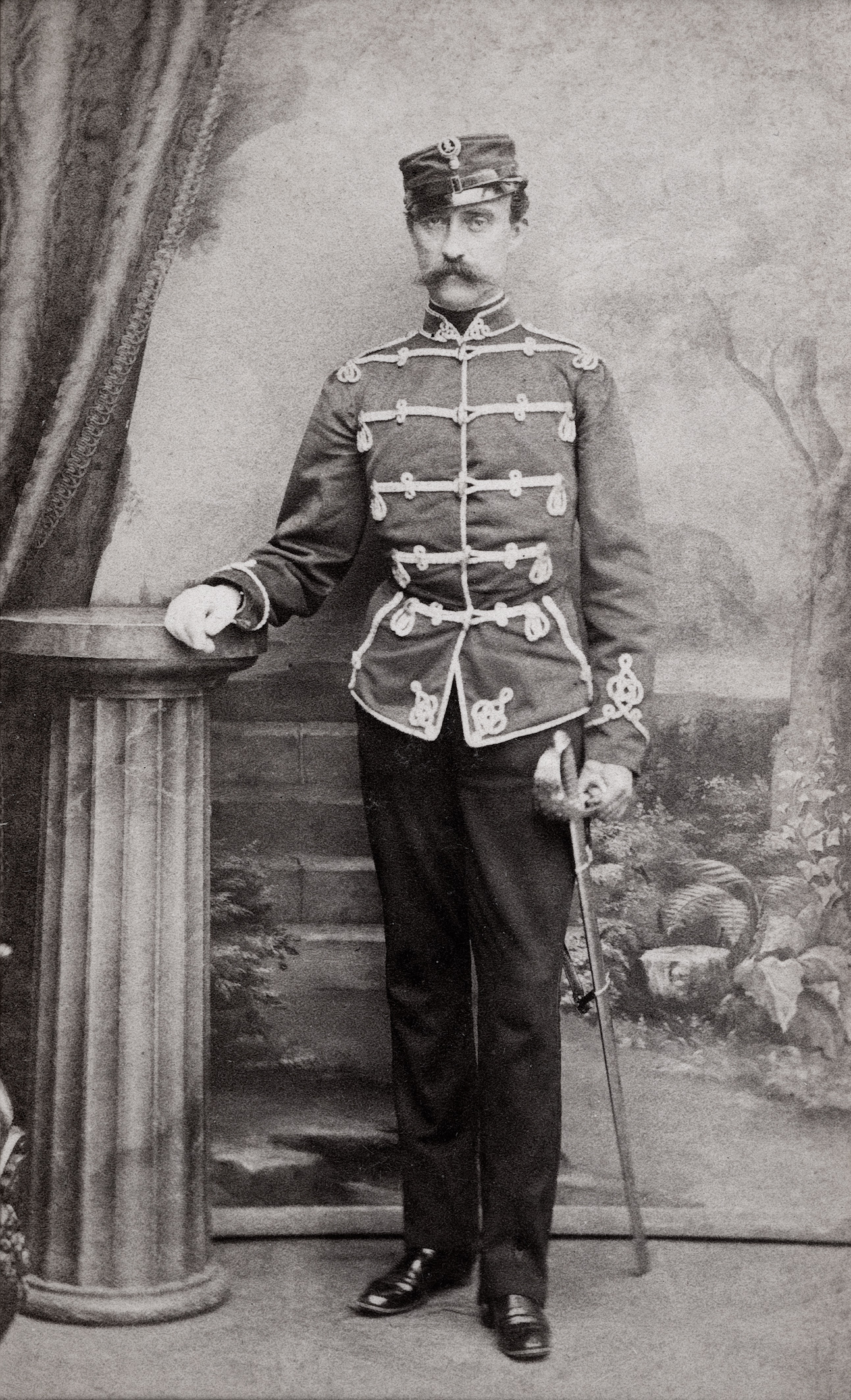
Friedrich von der Decken

Friedrich Karl Engelbert von der Decken (14 tháng 11 năm 1824 tại Ritterhude – 15 tháng 2 năm 1889 tại Hannover, Đức) là một sĩ quan quân đội Hannover, từng tham gia cuộc chiến tranh với Phổ năm 1866. Sau khi Hannover bị sáp nhập vào Phổ, ông phục vụ quân đội Phổ, tham gia chiến dịch đánh Pháp (1870 – 1871), và được thăng đến cấp Thiếu tướng vào năm 1872.

## Tiểu sử
Ông sinh vào tháng 11 năm 1824, là con trai của Thiếu tướng Hannover Arnold von der Decken, chủ điền trang Eickhof và Ritterhude (mất ngày 28 tháng 5 năm 1856), đồng thời là anh của Trung tướng Sachsen Gideon von der Decken.
Vào ngày 5 tháng 4 năm 1842, ông gia nhập lực lượng kỵ binh của quân đội Hannover và phục vụ cho đến năm 1866. Với cấp bậc Trưởng quan kỵ binh, chỉ huy một đội kỵ binh trong Trung đoàn Khinh kỵ binh Cận vệ Hannover, ông đã tham gia trận Langensalza trong cuộc chiến tranh với Phổ vào năm 1866. Sau khi Hannover bị sáp nhập vào Phổ, ông phụng sự quân đội Phổ, được giao một chức đội trưởng kỵ binh trong Trung đoàn Long kỵ binh số 11 của Phổ ngày 9 tháng 3 năm 1867. Vào ngày 25 tháng 5 năm 1867, ông được phong quân hàm Thiếu tá. Hai năm sau, vào ngày 18 tháng 6 năm 1869, ông được bổ nhiệm một chức sĩ quan tham mưu của Trung đoàn Long kỵ binh số 9. Không lâu sau đó, ông tham chiến trong cuộc Chiến tranh Pháp-Đức (1870 – 1871).
Ngày 19 tháng 3 năm 1872, ông được ủy nhiệm tạm quyền chỉ huy Trung đoàn Khinh kỵ binh số 10 Magdeburg (đóng quân tại Stendal từ năm 1884), rồi chính thức được phong Trung đoàn trưởng vào ngày 15 tháng 8 năm đó. Chẳng bao lâu sau, ông được lên cấp bậc Thượng tá vào ngày 22 tháng 3 năm 1873, sau đó ông được thăng chức Đại tá vào ngày 18 tháng 1 năm 1875. Tiếp theo đó, ông được bổ nhiệm làm Tư lệnh Lữ đoàn Kỵ binh số 10 vào ngày 10 tháng 7 năm 1880 rồi tại nhiệm cho đến khi xuất ngũ (zur Disposition, rời ngũ nhưng sẽ được triệu hồi khi có chiến tranh) vào ngày 20 tháng 7 năm 1884. Ông từ trần ở Hannover vào tháng 2 năm 1889.
Vào năm 1863, ở Verden, ông thành hôn với bà Anna von der Decken, nhũ danh von Offen. Cuộc hôn nhân đã mang lại cho ông một người con, Gideon, sau này là Trưởng quan kỵ binh Phổ.